# Tito Annio Lusco
Tito Annio Lusco (in latino Titus Annius Luscus; fl. II secolo a.C.) è stato un politico romano, console della Repubblica.

## Biografia
Come riportato nei fasti consulares, fu eletto console nel 153 a.C. con Quinto Fulvio Nobiliore.
Nel 133 a.C. viene citato tra gli oppositori di Tiberio Gracco e si dice che durante un comizio fosse riuscito a rendere manifeste le intenzioni del tribuno con una domanda insidiosa .
Ebbe una discreta fama come oratore, come riporta Cicerone ; una parte di un suo discorso è riportata da Pescennio Festo.